# Література першої половини XIX століття

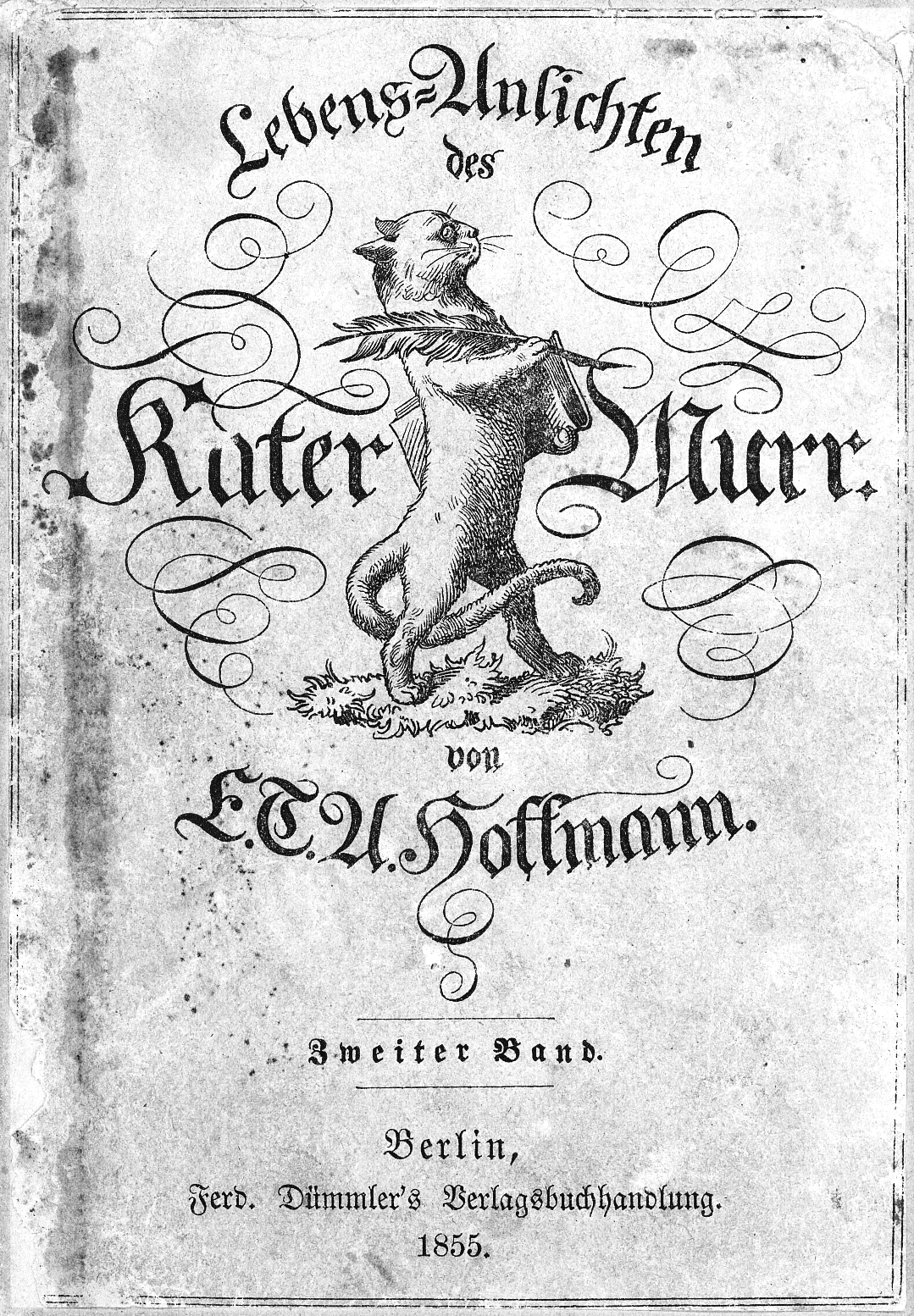
Обкладинка першого видання «Життєвої філософії кота Мурра» Е. Т. А. Гофмана

Літерату́ра пе́ршої полови́ни XIX столі́ття — період в історії літератури від кінця XVIII століття до 1860-х років. З соціально-історичного погляду його межами є Велика французька революція (1789—1794) з одного боку та національно-визвольні рухи середини XIX століття (європейські революції 1848—1849 років, Громадянська війна в США, повстання сипаїв в Індії 1857—1859 років тощо) з іншого. В естетичному аспекті період позначений художньо-зображальною системою романтизму в Західній Європі, появою і розвитком літератури США та повільним занепадом середньовічних моделей літератури в країнах Сходу.

## Загальні особливості

### Вплив науки
Наукова думка загалом розвивається в напрямку, що визначився наприкінці XVIII століття. У різноманітних галузях математики та природознавства робляться основоположні відкриття (Янош Бояї, Лобачевський, Лаплас, Фарадей, Ампер, Джоуль, Гельмгольц та ін.). Численні географічні експедиції не лише допомагають краще пізнати земну кулю, а й сприяють змінам у світогляді людей. Звіти географів, натуралістів, записки мандрівників у перші десятиліття 19 століття стають помітною частиною духовного життя, впливають на вироблення естетичних уявлень. Наприклад, дослідження Александра Гумбольдта в Південній Америці збагатили природничі науки та, завдяки художньому стилю його робіт, допомогли утвердженню літературного романтизму. У 1830-ті — 1840-ві роки зростає інтерес письменників до розвитку науки, зокрема до еволюційної теорії (Ламарк, Жофруа).

### Філософія
На початку періоду у філософії панували ідеалістичні системи (Фіхте, Шеллінг), що виникли в руслі німецької класичної філософії, вершиною якої стало вчення Гегеля та розроблений ним діалектичний метод. У наступні десятиліття посилюється вплив матеріалізму (Феєрбах). Ще один напрям філософської думки — позитивізм, що склався в 1830-ті роки. Він вважав за достовірне (позитивне) лише те знання, що отримане спеціальними науками, і заперечував необхідність загального філософського методу. Наприкінці доби виникає марксизм, що матиме значний вплив на соціальне і культурне життя наступного періоду.

### Різнорідність літератури
Період позначений великою різнорідністю літературної карти світу. На всіх континентах йдуть зовсім різні літературні процеси. Виникає багато нових літератур (бельгійська, словацька, фінська фінською мовою, ірландська англійською мовою, молдавська, єврейська їдишем, бенгальська, непальська мовою непалі). Відроджуються літератури, чий розвиток був перерваний іноземним пануванням (Болгарія). У вирішальну стадію формування вступають літератури Латинської Америки, США та Канади. В іспаномовній Америці, окрім того, після утворення незалежних держав стали виділятись з регіонального комплексу окремі літератури: мексиканська, аргентинська, чилійська тощо. На Близькому Сході розвиваються місцеві літератури: у Єгипті, Сирії, Іраку тощо. Найрозвинутіші «старі» літератури Західної Європи — французька, німецька, англійська, італійська — досягають значних вершин. Зокрема, формуються нові літературні напрями романтизму та реалізму.

### Взаємозв'язок літератур
Одночасно з різнорідністю літератур, посилюються і взаємозв'язки та взаємовпливи між ними. Саме в цей період з'являється поняття «всесвітня література», що відображає ту взаємну потребу культур у пізнанні та обміні, наявність численних контактів та генетичних зв'язків. У цей період ще не можна говорити про всесвітню літературу як єдиний процес, але в цей час відбувся значний поступ на шляху до цього. Зближення літератур багато в чому стало визначатися усвідомленою, цілеспрямованою волею письменників. Посилились і стали частішими контакти літератур, зросла роль перекладів і переробок у світовому художньому процесі. Відкриття Сходу, що почалось у минулому столітті, продовжилось і в першій половині 19 століття, та призвело до появи багатьох художніх цінностей, що синтезують дух західної та східної культури (Гете «Західно-східний диван», Пушкін «Наслідування Корану»). Виникла і можливість засвоєння художніх цінностей, накопичених у різних куточках землі за попередні епохи.

### Універсальне і національне

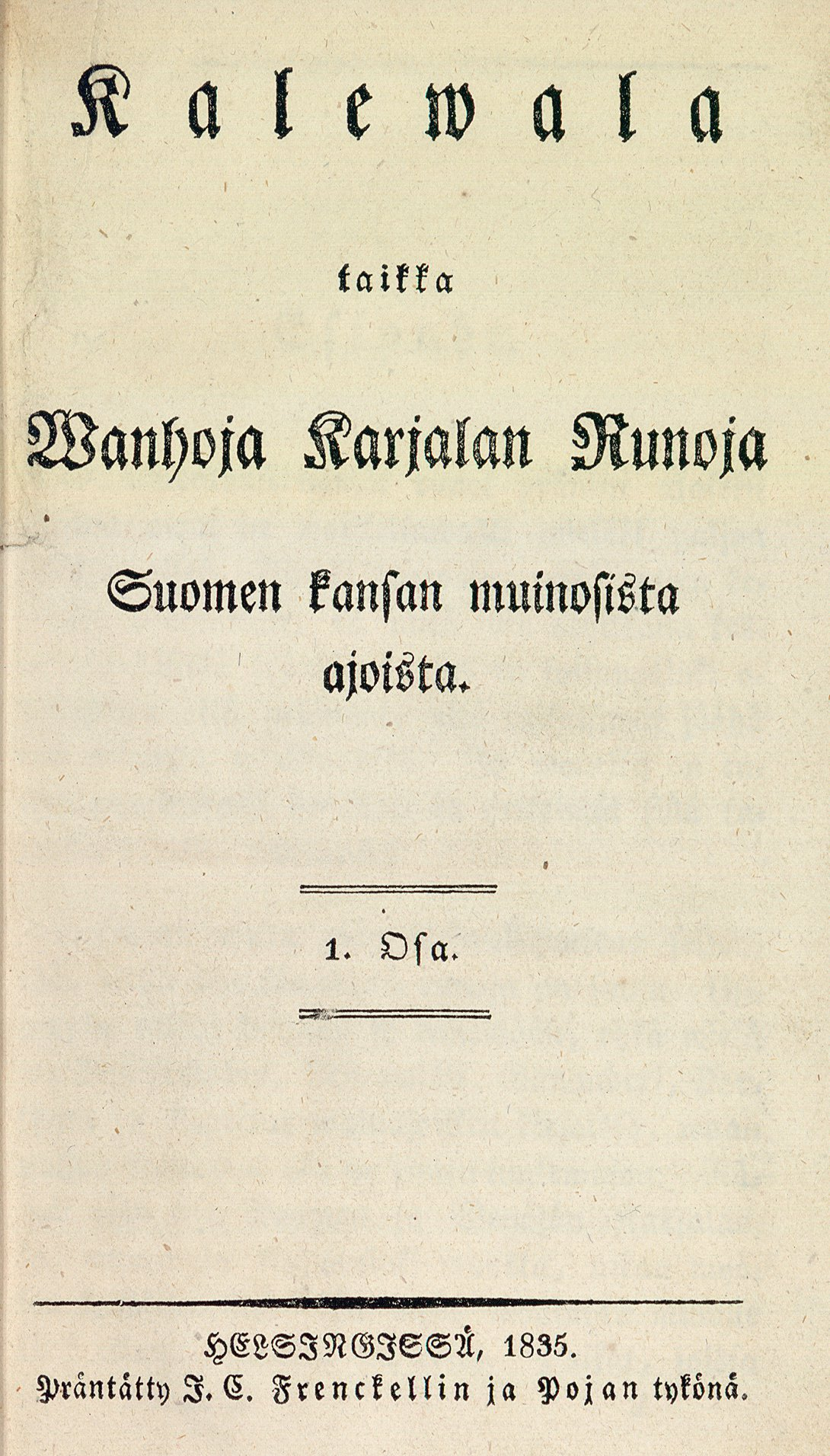
«Калевала», обкладинка

Існувала своєрідна діалектична єдність двох сторін літературного розвитку тієї доби: потяг до універсалізації та взаємозбагачення і становлення та виявлення національного начала. Це була доба національної самобутності. Національна оригінальність проголошувалась метою і вінцем творчих зусиль. Багато літератур усвідомлюють та заявляють про себе як про національні, шукають опори в мові, що нерідко вважається грубою та просторічною, у місцевих звичаях та особливо у фольклорі, щоб утвердити свою самостійність. Майже кожен народ отримує звід народних сказань чи пісень, серед них такі монументальні твори, як фінська «Калевала», «Романсеро» в Іспанії (вид. А.Дурданом), «Романсейро» у Португалії (вид. Алмейда Гарретт), словацькі «Національні пісні» (вид. Я.Коллар) тощо. З'являються творчі обробки фольклорних мотивів («Після про Гайявату» Лонгфелло, «Сага про Фрітьофа» Тегнера, «Фрагменти з Яношика» Я.Краля). Великий інтерес до національної самобутності інших народів, ближніх і дальніх («Гузла» Меріме, «Пісні західних слов'ян» Пушкіна, «Альгамбра» Ірвінга, «Лалла Рук» Т.Мура).
Засвоєння інонаціонального досвіду не заважає, а часто навіть допомагає в ствердженні національної самобутності. Сторона, що приймає, відповідно до вимог своєї дійсності, відбирає, переосмислює та перетворює запозичене. Сторонні впливи стимулюються пізнання власного, ще не відкритого або забутого духовного надбання. Так, під впливом Вальтера Скотта багато романістів у країнах Європи та Америки розробили сюжети з історії своїх народів, познайомивши читачів з їхнім минулим, з побутом їхніх предків.
Буйне становлення і розвиток національних літератур висувають проблему спільності та повторюваності в цьому процесі. Очевидно, що обов'язкового повторення певного «еталонного» шляху (чи то французького, чи сконструйованого теоретиками умовно західноєвропейського) не було і не могло бути. У різних історичних умовах (Росія, країни Латинської Америки, Азії і т. д.) розвиток відрізняється великою своєрідністю у відношенні темпу, зміни та співіснування напрямів і жанрів. Навіть у межах регіону спостерігаються значні розходження — наприклад, у способах подолання середньовічного типу літератури. Так, у Китаї нові віяння помітніші у високій безсюжетній прозі есеїстичного типу, а оповідна проза довше і послідовніше зберігає канон. А в Японії, хоча відродження Середньовіччя також пов'язано в першу чергу з авантюрно-лицарським романом, були популярні прозаїчні оповіді іншого, перехідного типу, автори яких намагались вникнути в психологію та реальний побут своїх сучасників.
Разом з тим у першій половині XIX століття стають помітні явні тенденції до синхронізації літературного процесу. Наглядний приклад — поширення світових ідейно-художніх феноменів. Для даної епохи характерні Просвітництво (як дуже широкий ідеологічний рух), романтизм і реалізм (як художні методи). Спільним для кількох регіонів було становлення революційно-демократичної літератури, що супроводжувало визвольні рухи тієї доби.

### Просвітництво
У країнах Західної Європи, Америки та Росії, Просвітництво сформувалось ще у XVIII столітті. Але в країнах Центральної та Південно-Східної Європи воно ще не втратило своєї актуальності, а в ряді азійських країн лише тепер заявляє про себе. Вимоги до економічних, соціальних та культурних реформ, просвітництва народу, виходу з ізоляції, що лунали в окремих країнах Сходу ще не могли скластися в таку цілісну ідеологічну систему з філософським підґрунтям, якою було європейське Просвітництво. Це були вимоги просвітницького плану, і вони сприяли зближенню народів Заходу і Сходу. Але якщо в європейських літературах просвітницька ідеологія нерідко народжувала принципово нові художні явища (наприклад, просвітницький реалізм), то в літературах східних просвітницькі мотиви зазвичай потрапляли в традиційні форми, вписувались у стару канонічну художню структуру.

### Романтизм

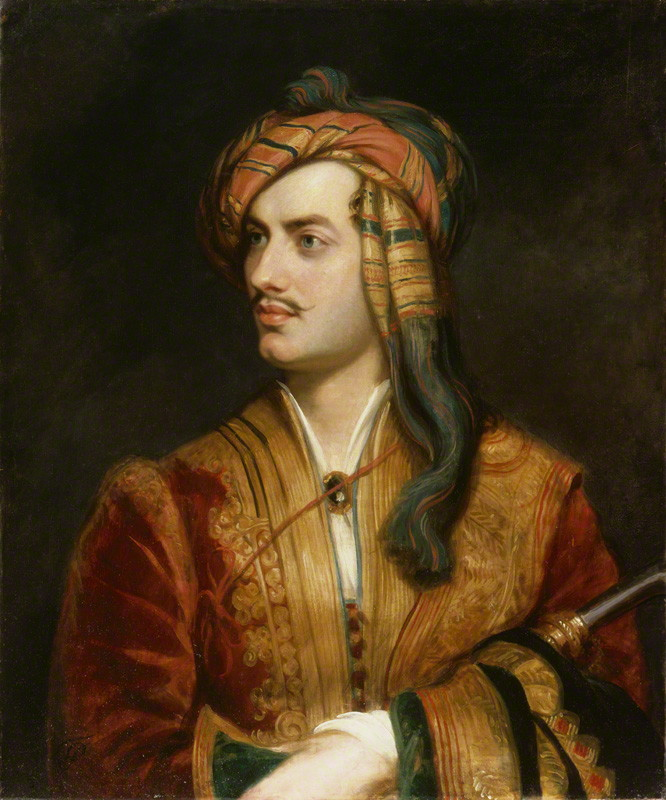
Лорд Байрон в албанському костюмі

Романтизм у цю добу широко поширився як у старих, так і у відносно молодих літературах Європи, Північної та Південної Америк, Закавказзя.
З соціально-історичного погляду типологія романтизму ґрунтується на зіставленні рівня розвитку капіталістичних відносин у суспільстві та історичної ситуації національної культури. Один тип романтизму характерний для найбільш культурно й технологічно розвинених країн свого часу, з відповідною ідеологією і проблематикою, а інший — для країн, де це ще не було так явно виражено. Ці типи розрізняються хронологічними межами (другий тип, як правило, виникає пізніше, але триває довше, мало не до останньої чверті 19 століття), співвідношенням з іншими напрямами (романтизм другого типу зазвичай поєднаний з просвітницькою ідеологією і не протистоїть класицизму). Якщо в центрі романтизму першого типу центром художньої системи було нове розуміння особистості, нова структура внутрішнього світу людини, а головне завдання стояло в дослідження взаємовідносин (що найчастіше трактувалось як вороже протистояння) особистості з суспільством, історичним процесом і навіть космосом, то в романтизмі другого типу центр зміщувався у сторону взаємовідносин особистості з національною спільнотою і на передній план висовувалась нація з її особливим характером, трактована як єдина національна особистість. В грецькій літературі, наприклад, свобода особистості мислилась у нерозривному зв'язку з національною свободою, усі індивідуалістичні прояви засуджувались, як такі, що порушують цю спільність (Соломос). Безперечно, мова йде про домінанту, про переважання того чи іншого елементу єдиного романтичного комплексу. У деяких національних варіантах романтизму — російському, італійському, іспанському — така домінанта майже не відчутна або змінюється від десятиліття до десятиліття, цей тип романтизму можна назвати змішаним.
Проблема дослідження національного характеру ставилась у всіх національних варіантах романтизму, але, з іншого боку, романтичний індивідуалізм, особливо яскраво втілений у творчості Байрона, так чи інакше проникав і в літератури, для яких характерний романтизм другого типу. У чеській літературі такі ноти звучали у творчості Махи, у польській — в окремих віршах Н. Бараташвілі. Але іноді відчувалась не байронічна туга індивіда, що немов споглядає з самотньої скелі людський мурашник, а швидше аналітизм, що міститься в романтичному психологізмі (проза К'єркегора в Данії).
У країнах, де характер молодого суспільства ще недостатньо ясний, і особливо у народів, що звільняються від іноземного поневолення або страждають від тяжкого феодального ладу, романтиків значно більшою мірою цікавить спільна доля, аніж індивідуальна. Тут художники пізніше задумались над місцем особистості в майбутньому світі. Драматизм цієї долі міг бути усвідомлений лише тоді, коли загроза придушення та нівелювання особистості достатньо проявилась в історичному процесі. Не суттєво, у минулому чи в сучачному, у реальному чи фантастичному світі живе та діє персонаж. Хоча в «Сен-Маре» Віньї, «Каїні» Байрона, «Золотому горщику» Гофмана, «Демоні» Лермонтова дія віднесена в минулі або міфічні і казкові часи, а, наприклад, у «Факундо» аргентинського письменника Сармієнто розказано про зовсім недавні події, у всіх цих творах ставляться сучасні етичні питання, розкривається внутрішній світ особистості, її духовні потреби, сила і слабкість.

### Реалізм

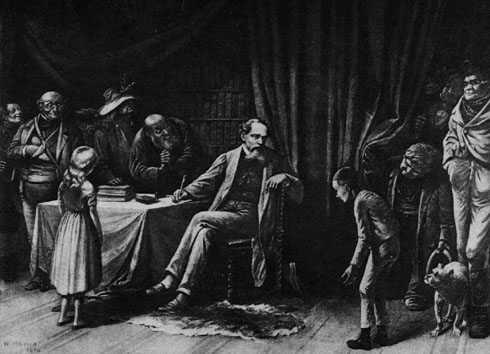
Чарльз Діккенс в оточенні своїх персонажів

Розвиток реалізму в першій половині XIX століття було естетичною подією всесвітнього значення. Адже розпочиналась доба класичного реалізму, що увібрав і переробив реалістичні досягнення попередніх епох, а також романтизму, який розвивався паралельно. Реалізм означав новий етап у критичному осмисленні дійсності. Появ реалізму означав зміну принципу естетичного відношення до світу — зняття романтичного двосвіття, зосередження художнього інтересу на реальності у всіх її аспектах.
Реалізм у першій половині XIX століття сформувався лише у деяких країнах Західної Європи та в Росії. У ряді інших випадків (угорська, ірландська, скандинавська та інші літератури) можна говорити лише про його окремі прояви.
Реалізм складається одразу в кількох національних варіантах, з яких у першій половині 19 століття зрілості досягли лише французький, англійський та російський. Різниці містяться в оцінці історичної перспективи, у відношенні до суспільства та окремої людини, в особливостях морального пафосу. Значні відмінності зумовлені національною художньою традицією або рисами національного характеру (наприклад, специфічний англійський гумор, сильно відчутний в англійський романістів).
Повною мірою різниця національних типів реалізму може бути розкрита лише на матеріалі усього 19 століття. У першій половині сторіччя намітились лише деякі риси. Так, спільна для реалістичного дослідження життя етична оцінка здійснюється в англійському, французькому та російському реалізмі по-різному. В англійців засудження зла майже завжди завершується життєвих крахом персонажу, що його втілює. Французькі реалісти фіксують незбіжність соціальної та моральної долі персонажів: соціальна поразка піднімає людину на моральну висоту, і, навпаки, опис успіху в суспільстві є формою морального засудження. У російських письменників вирок собі виносить сам персонаж у муках совісті, у напрузі самопізнання і самооцінки. Російська література уже в цю епоху мірить людину дуже високою моральною міркою, що, зокрема, зумовлено стійким впливом на суспільство моральних аспектів Православ'я. Це стане дуже суттєво для російського реалізму другої половини століття і визначить його особливе місце та вплив на інші національні варіанти реалізму.

## Національні літератури

### Західна Європа
У західноєвропейській літературі формується напрям романтизму, а трохи згодом зароджується реалізм. Протягом періоду творили як визначні письменники, що сформувались ще в попередню епоху (Гете, Шиллер, яких часто відносять і до літератури 18 століття), так і нові обличчя (Гофман, Байрон).

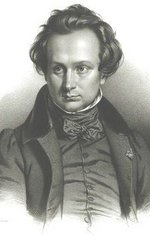
Віктор Гюго у молодості

Західноєвропейська романтична література цього періоду поділяється на наступні етапи:
- Німецький романтизм
  - Єнський гурток романтиків
  - Новаліс (1772-1801)
  - Людвіг Тік (1773-1853) і Вільгельм Вакенродер (1773-1798)
  - Фрідріх Гельдерлін (1770-1843)
  - Гейдельберзький гурток романтиків (Ахім фон Арнім, Клеменс Брентано)
  - Генріх фон Клейст (1777-1811)
  - Ернст Теодор Амадей Гофман (1776-1822)
  - Генріх Гейне (1797-1856)
- Французький романтизм
  - Період Консульства і Першої імперії
    - Жермена де Сталь (1766-1816)
    - Бенжамен Констан (1767-1830)
    - Франсуа-Рене де Шатобріан (1768-1848)

  - Період Реставрації і Липневої монархії
    - Альфонс де Ламартін (1790-1869)
    - Альфред де Віньї (1797-1863)

  - Віктор Гюго (1802-1885)
  - Жорж Санд (1804-1857)
  - Альфред де Мюссе (1810-1857)
  - Жерар де Нерваль (1808-1855)
- Італійський романтизм
  - Література 1797-1815 років
    - Уго Фосколо (1778-1827)

  - Література 1816-1848 років
    - Алесандро Мандзоні (1785-1873)
    - Джакомо Леопардо (1798-1837)
- Англійський романтизм
  - Вільям Блейк (1757-1827)
  - Вільям Вордсворт (1770-1850)
  - Семюел Тейлор Колрідж (1772-1834)
  - Вальтер Скотт (1771-1832)
  - Джордж Ноель Ґордон Байрон (1788-1824)
  - Персі Біші Шеллі (1792-1822)
  - Джон Кітс (1795-1821)

Також у цей період творили Франц Грільпарцер, Адальберт Штіфтер, Джейн Остін, Чарл Роберт Метьюрін, Вільям Мейкпіс Теккерей, Чарлз Діккенс, Серен К'єркегор, Фрідріх Геббель, Георг Бюхнер, Шарль Нодьє, Стендаль, Оноре де Бальзак, Александр Дюма, Проспер Меріме, Ежен Сю, Теофіль Готьє, Есайяс Тегнер, Готфрід Келлер.

### Східна Європа

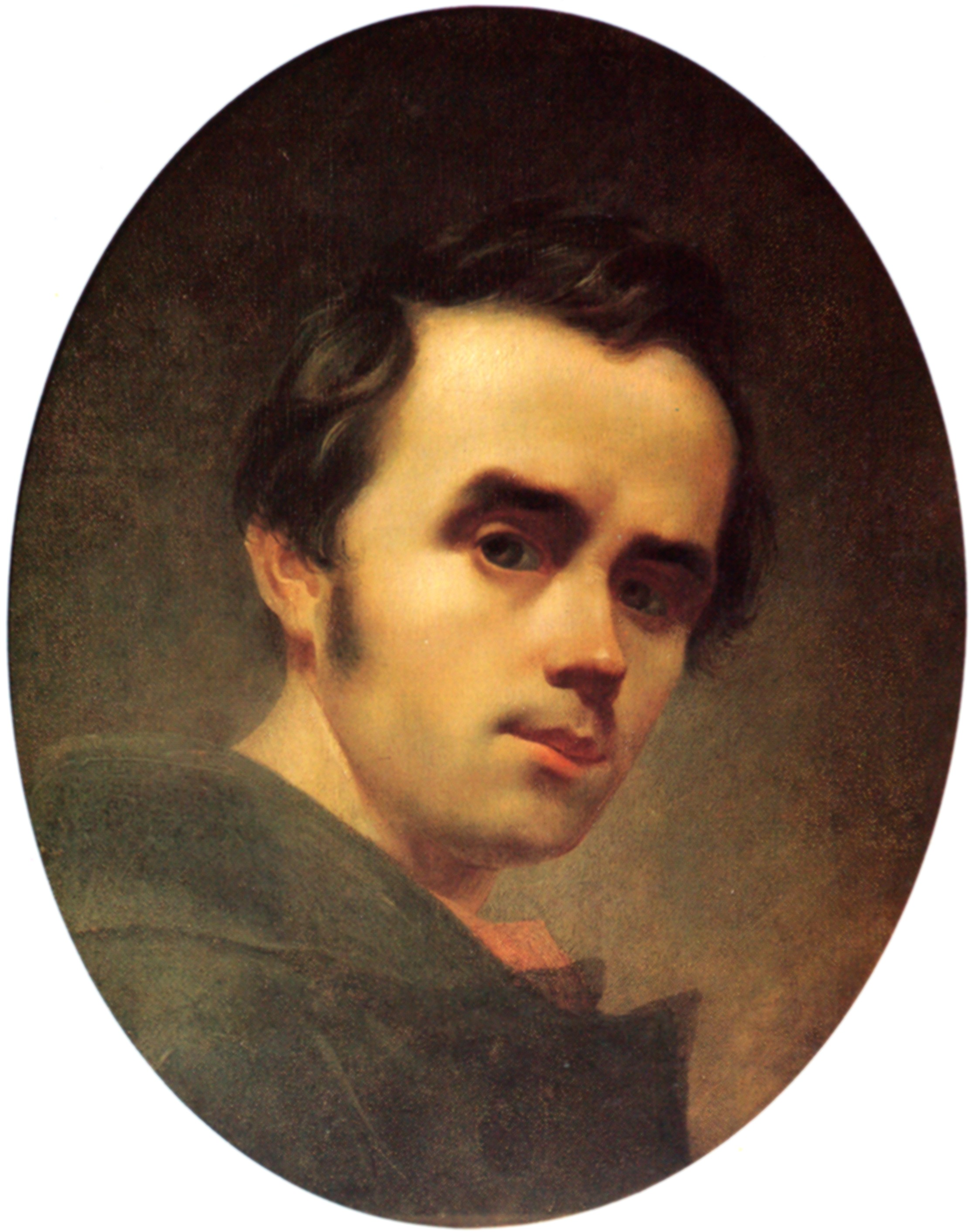
Тарас Шевченко

Російська література продовжує розвиватись у загальноєвропейському культурному контексті. У цей період творять Пушкін, Грибоєдов, Лермонтов, Тютчев. До української та російської літератури відносять творчість російськомовного українця Миколи Гоголя. Починає активно розвиватись література літературною українською мовою (Котляревський, Квітка-Основ'яненко), у її центрі знаходиться творчість раннього Тараса Шевченка. Формуються національні літератури й інших народів, що входили до Російської імперії (білоруська). Всюди йде освоєння народних традицій, збирання фольклору, проводиться робота з вдосконалення літературних мов. Публікуються перші збірки народних пісень, переклади з російської та західноєвропейських літератур, виникає преса і театр на національних мовах. Для цих літератур характерне переплетіння просвітницьких та романтичних тенденцій. Наприкінці періоду з'являються перші прояви критичного реалізму (пізній Шевченко, драматургія М. Ахундова, Г. Еріставі).

### Північний Кавказ
Складною була ситуація на Північному Кавказі. Здійснювались лише перші спроби писемної літератури в осетин та адигських народів, а вже відчувались просвітницькі та романтичні настрої (Кази-Гірей і Хан-Гирей). У дагестанській літературі співіснували народна творчість ашугів та вчена арабомовна словесність.

### Центральна та Південно-Східна Європа
В країнах регіону формування сучасних націй та культур відбувались в умовах іноземного поневолення. Розвиваються визвольні рухи, з якими пов'язане становлення національної і художньої свідомості народів регіону. При цьому для польської, угорської (меншою мірою хорватської) літератур характерний більш рівномірний розвиток з достатньо чітко виявленими стадіями Просвітництва та романтизму. Для інших народів, що пережили у попередні століття більшу затримку у розвитку культури та послаблення культурних традицій через іноземне панування, типовий процес «національного відродження», коли в літературі поєднуються риси ранніх та пізніх етапів, коли сплітаються давньописемні, фольклорні традиції та явища просвітницького і романтичного порядку. Національне відродження всюди супроводжується інтенсивним розробленням літературної мови, відновлення традицій вітчизняної історії, вивченням народної творчості.
Серед значних письменників регіону: Адам Міцкевич, Юліуш Словацький.

### Америка
У США період став одним з найплодючіших у літературній історії. З'явилось багато письменників, чия творчість мала міжнародне значення. У Канаді та більшості молодих країн Латинської Америки історичні обставини — громадянська нестабільність, війні — заважали розвитку мистецтв. І все ж розвиток мексиканської, аргентинської та кубинської літератури у цей період позначений значними явищами. Американський романтизм представлений такими іменами:
- Вашингтон Ірвінг (1783—1859)
- Джеймс Фенімор Купер (1789—1851)
- Натаніель Готорн (1804—1864)
- Едгар Аллан По (1809—1849)

Також у цей період творили Генрі Лонгфелло і Гаррієт Бічер-Стоу.

### Середня Азія
У Середній Азії літератури загалом зберігали традиційний середньовічний характер. Нові віяння проявились у викривальних та сатиричних мотивах (засудження міжусобиць в туркменській літературі, соціальної несправедливості — в узбецькій та таджицькій поезії, громадянський пафос казахського акина Махамбета Утемисова).

### Азія та Африка
У літературах Азії та Африки у першій половині 19 століття майже всюди продовжують побутувати традиційні літературні види і жанри. Практично у жодній з країн середньовічна літературна система не була зруйнована. Навіть у найрозвиненіших літературах Азії, як китайська та японська, де у 17-18 століттях спостерігалась руйнація середньовічних літературних норм, тепер відбувається відхід від нових прийомів творчості. Значною мірою це пов'язано охоронною політикою урядів. Традиційні релігійні та етичні вчення (конфуціанство, буддизм, іслам тощо) продовжували бути основою світогляду людей та офіційної ідеології. Уся китайська література, по суті, були позначена неоконфуціанством, що насаджувався імператорською владою. У Японії утверджується літературний стиль, що нагадує про середньовічне мистецтво: багато фантастичного, пристрасть до надприродного, алегоричність, авантюрно-лицарські сюжети.
Проте пошук оновлення не зникає зовсім. У Китаї літератори тунченської школи, що відстоювали наслідування древніх зразків, тепер підкреслюють значення авторської індивідуальності, а поети школи ци, що полюбляли складні алегоричні форми, закликають до відображення у віршах сучасного життя. У зв'язку з англійською експансією у Китаї виникла патріотична поезія, що нерідко містила соціальну критику. У Японії спрямованість до реального життя, на противагу псевдоісторичним та фантастичним сюжетам авантюрно-героїчного роману, відбилась у ліричній поезії та так званих «книгах про почуття». Укорінились в японській літературі і побутові описи, певною мірою аналогічні фізіологічному нарису в європейських літературах.
Нові явища співіснували з традиційною творчістю. Зазвичай новаторство містилось у конкретизації соціальної критики (Корея, В'єтнам, Непал), в удосконаленні мови прози (побутова і ділова писемність у Бірмі). Іноді розвивалась літературна боротьба між демократичними тенденціями, орієнтованими на фольклор (творчість Сунтон Пу в Сіамі), та архаїзованою придворною поезією.
Духовна експансія країн Заходу в Азії (перш за все на Близькому Сході та в Бірмі) потягла за собою появу нових форм інтелектуальної діяльності. Починається газетна справа, народжується пов'язана з ним публіцистика, виникає драматургія в арабських країнах та Османській імперії, пишеться незвичний для близькосхідної традиції роман мандрівок (Іззет Молла в Османській імперії).
Окремі мислителі Сходу в цей період, наполягаючи на виході з середньовічної ізоляції, на реформах, звертаються до досвіду європейських країн (японський поет Сакума Седзаї).